# Marco Mellino
Marco Mellino (ur. 3 sierpnia 1966 w Canale) – włoski duchowny rzymskokatolicki, doktor prawa kanonicznego, biskup, sekretarz pomocniczy Rady Kardynałów w latach 2018–2020, sekretarz Rady Kardynałów od 2020.

## Życiorys
Urodził się 3 sierpnia 1966 w Canale. W 1978 wstąpił do seminarium diecezjalnego, gdzie uzyskał maturę klasyczną. Później uczęszczał na kursy teologiczne w Międzydiecezjalnym Studium Teologicznym w Fossano, uzyskując licencjatat z teologii. Święcenia prezbiteratu przyjął 29 czerwca 1991. W latach 1997–2000 studiował na Papieskim Uniwersytecie Laterańskim, gdzie uzyskał licencjat i doktorat z prawa kanonicznego..
W latach 1991–1997 pracował duszpastersko w diecezji Alba Pompeia. W 2000 został mianowany proboszczem parafii Niepokalanego Poczęcia Najświętszej Maryi Panny w Piana Biglin. Jednocześnie pełnił funkcję sędziego w regionalnym sądzie kościelnym Piemontu w Turynie, a także wykładowcy prawa kanonicznego na Międzydiecezjalnym Studium Teologicznym w Fossano. W latach 2006–2018 pracował w wydziale Spraw Ogólnych Sekretariatu Stanu. W 2009 został sędzią zewnętrznym w Sądzie Apelacyjnym Wikariatu Rzymu. W 2018 powrócił do macierzystej diecezji Alba Pompeia, zostając jej wikariuszem generalnym.  W 2009 papież Benedykt XVI obdarzył go godnością kapelana Jego Świątobliwości.
27 października 2018 papież Franciszek prekonizował go sekretarzem pomocniczym Rady Kardynałów oraz biskupem tytularnym Cresima. Święcenia biskupie otrzymał 15 grudnia 2018 w katedrze św. Wawrzyńca w Albie. Udzielił mu ich kardynał Pietro Parolin, sekretarz stanu Stolicy Apostolskiej, w asyście Marcella Semeraro, biskupa diecezjalnego Albano, i Marco Brunettiego, biskupa diecezjalnego Alby Pompeii.
15 października 2020 papież Franciszek przeniósł go na urząd sekretarza Rady Kardynałów.